# Agadir Challenger 1990
L'Agadir Challenger 1990 è stato un torneo di tennis facente parte della categoria ATP Challenger Series nell'ambito dell'ATP Challenger Series 1990. Il montepremi del torneo era di $75 000 ed esso si è svolto nella settimana tra il 12 marzo e il 18 marzo 1990 su campi in terra rossa. Il torneo si è giocato nella città di Agadir in Marocco.

## Vincitori

### Singolare
Thomas Muster ha sconfitto in finale  Guillermo Pérez Roldán con il punteggio di 6–2, 7–5.

### Doppio
Josef Čihák /  Cyril Suk hanno sconfitto in finale  Omar Camporese /  Diego Nargiso per ritiro.